# Portador asintomático

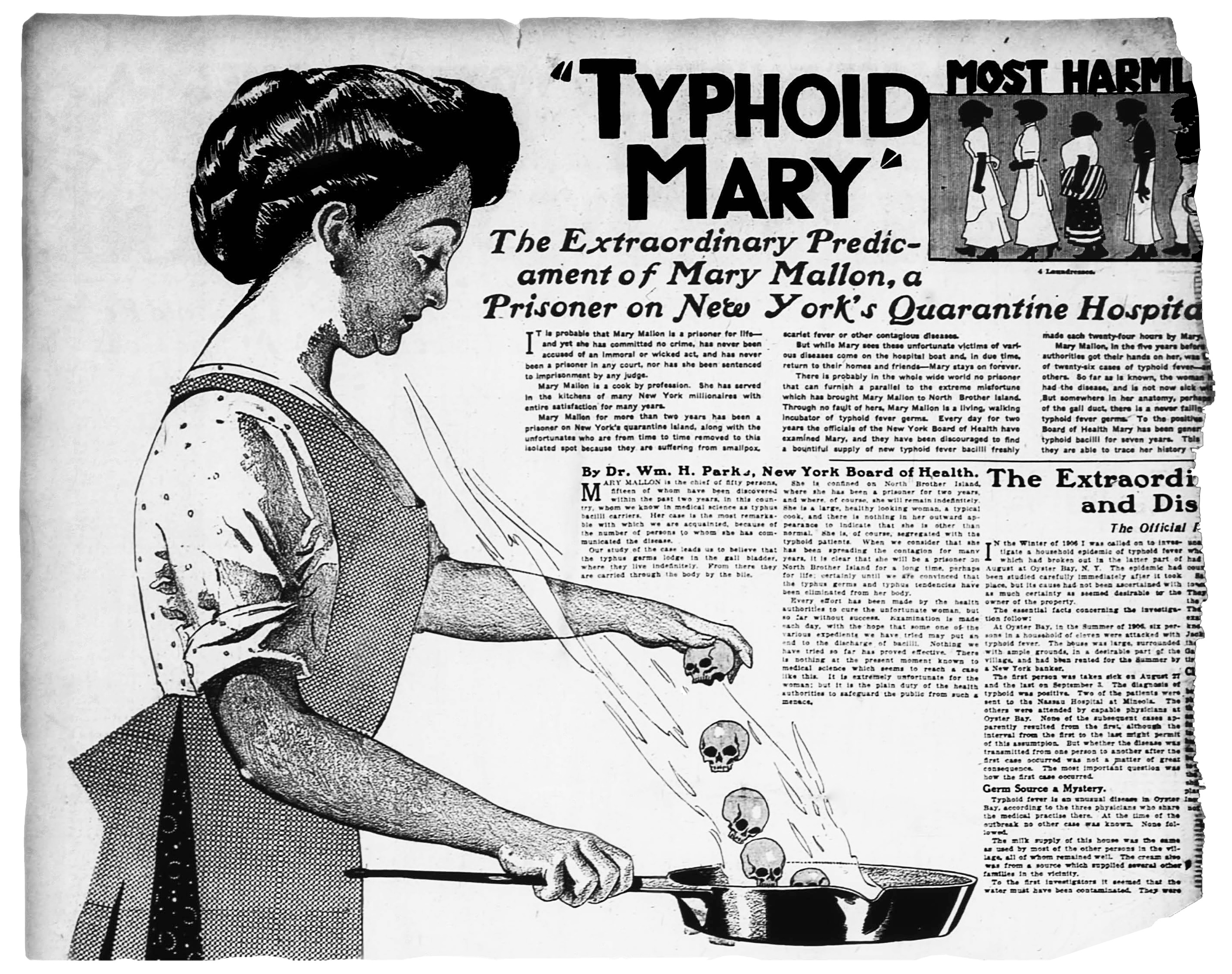
María tifoidea en una ilustración de periódico de 1909. Mary Mallon era portadora asintomática de Salmonella typhi y se cree que contagió la fiebre tifoidea a otras 53 personas mientras seguía trabajando como cocinera.

Un portador asintomático es una persona u otro organismo que se ha infectado con un patógeno, pero no muestra signos ni síntomas. 
Aunque no están afectados por el patógeno, los portadores pueden transmitirlo a otros o desarrollar síntomas en fases posteriores de la enfermedad. Los portadores asintomáticos desempeñan un papel fundamental en la transmisión de enfermedades infecciosas comunes como la fiebre tifoidea, el VIH, C. difficile, la gripe, el cólera, la tuberculosis y el COVID-19,  aunque este último a menudo se asocia con una "robusta inmunidad de células T". " en más de una cuarta parte de los pacientes estudiados.Aunque aún se desconoce el mecanismo de la transmisión de enfermedades, los investigadores han avanzado en la comprensión de cómo ciertos patógenos pueden permanecer latentes en un ser humano durante un periodo de tiempo, una mejor comprensión de los portadores asintomáticos de enfermedades es crucial para los campos de la medicina y la salud pública, ya que trabajan para mitigar la propagación de enfermedades infecciosas comunes.

## Tipos de portadores asintomáticos
Los portadores asintomáticos pueden clasificarse en función de su estado actual de enfermedad.Cuando un individuo transmite patógenos inmediatamente después de la infección pero antes de desarrollar síntomas, se le conoce como portador incubador. Los seres humanos también son capaces de transmitir enfermedades tras un periodo de enfermedad. Estos individuos, que suelen pensar que están curados de la enfermedad, se conocen como portadores convalecientes. Enfermedades víricas como la hepatitis y la poliomielitis se transmiten con frecuencia de esta forma. Los "portadores sanos" nunca muestran signos o síntomas de la enfermedad, pero son capaces de infectar a otros, y a menudo se les considera los portadores asintomáticos "clásicos". Aunque el mecanismo de transmisión de la enfermedad sigue siendo desconocido, los investigadores han avanzado en la comprensión de cómo ciertos patógenos pueden permanecer latentes en un ser humano durante un periodo de tiempo.

## Importancia en la transmisión de enfermedades
La escasa información sobre la prevalencia de portadores asintomáticos crea una dificultad considerable a la hora de planificar iniciativas de salud pública. Dado que la vigilancia de las enfermedades depende de estimaciones tanto de las tasas asintomáticas como de las tasas sintomáticas de enfermedad, la falta de información sobre la prevalencia de portadores puede dar lugar a iniciativas insuficientes para mitigar problemas comunes de salud pública como C. difficile o la gripe. 
Los investigadores han expresado su deseo de predecir mejor los métodos de transmisión para determinar la respuesta de salud pública adecuada. Por ejemplo, una enfermedad con una tasa asintomática baja conocida puede conducir a una mayoor vigilancia de los casos sintomáticos, mientras que una tasa asintomática más alta podría conducir a métodos más agresivos, como prohibiciones de viajar y cuarentenas obligatorias, ya que se desconocería el número de casos infecciosos asintomáticos.

## Posibles explicaciones
Aunque se desconoce la explicación exacta de la transmisión asintomática, los investigadores han dedicado sus esfuerzos a comprender cómo prosperan determinadas bacterias en los huéspedes humanos con la esperanza de determinar una comprensión universal de la transmisión asintomática.  

### Un mecanismo biológico que utilizaSalmonella
Numerosas publicaciones de investigación han demostrado cómo la salmonela es capaz de permanecer en las células inmunitarias y alterar sus sistemas metabólicos para seguir transmitiendo la enfermedad.Utilizando una cadena de bacterias estrechamente relacionada (S. typhimurium), los científicos han podido crear un modelo de ratón que imita los casos persistentes de salmonela observados en portadores de fiebre tifoidea. Sabiendo que la bacteria puede residir en los ratones durante toda su vida, los investigadores han podido determinar que la bacteria tiende a residir en los macrófagos. Un examen más detallado de los ganglios linfáticos intestinales de los ratones revela que S. typhimurium modifica la respuesta inflamatoria de los macrófagos.En lugar de provocar una respuesta inflamatoria de las células de ataque, la bacteria es capaz de convertirlas en un macrófago antiinflamatorio, lo que permite unas condiciones óptimas de supervivencia. En palabras de la científica principal, Denise Monack, "no es que los macrófagos inflamatorios fueran invulnerables a la infección, sino que, una vez infectado un macrófago, S. typhimurium era mucho más capaz de replicarse en el tipo antiinflamatorio".
Los investigadores también han descubierto que la presencia de receptores activados por el proliferador de peroxisomas (PPAR) se correlacionaba con la presencia de la bacteria salmonela. Los PPAR, considerados interruptores genéticos itinerantes, son responsables del metabolismo de las grasas necesario para mantener los macrófagos antiinflamatorios en los que se oculta la S. typhimurium.

## Bacteriuria asintomática
La bacteriuria asintomática es una afección que suele afectar a entre el 3% y el 5% de las mujeres, siendo las poblaciones más vulnerables las ancianas y las diagnosticadas de diabetes. En la población femenina, el riesgo de bacteriuria aumenta con la edad. Escherichia coli es el organismo más común que se encuentra en los análisis de orina, aunque el abanico de organismos potencialmente infecciosos es diverso y puede incluir Enterobacteriaceae, Pseudomonas aeruginosa, especies de Enterococcus y estreptococos del grupo B.La Agency for Healthcare Research and Quality ha emitido una serie de recomendaciones de cribado y ha facilitado información sobre el mecanismo de la bacteriuria. Los resultados del metaanálisis no aportaron una explicación clara de la portación asintomática, pero sí nuevas pruebas que reforzaron el apoyo al cribado de la bacteriuria asintomática sólo en mujeres embarazadas.

## Enfermedades infecciosas
Los portadores asintomáticos han fomentado la propagación de muchas enfermedades infecciosas. Un principio común en epidemiología, la regla 80-20, especula que el 80% de la transmisión de enfermedades la realiza sólo el 20% de las personas de una población. 

### Fiebre tifoidea
La fiebre tifoidea es una enfermedad causada por la bacteria Salmonella enterica ser. Typhi. Una persona puede contraer esta infección al consumir alimentos o bebidas de riesgo, o al consumir alimentos o bebidas preparados por una persona infectada. Las personas que se recuperan de esta infección pueden seguir siendo portadoras de la bacteria en sus células y, por tanto, ser asintomáticas.

#### María tifoidea

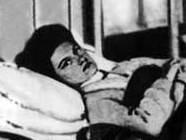
María tifoidea en un hospital de Nueva York

Mary Mallon, conocida como "Mary tifoidea", era portadora asintomática de Salmonella enterica serovar typhi, el agente causante de la fiebre tifoidea. Fue cocinera de varias familias y soldados en Nueva York a finales del siglo XIX, y el Departamento de Sanidad le atribuyó varios casos de fiebre tifoidea. En aquella época no había forma de erradicar la enfermedad, que se propagaba principalmente por transmisión fecal-oral. Se pensaba que la mayor parte del riesgo de transmisión de Mary Mallon se debía a su continua participación en ocupaciones relacionadas con la preparación y manipulación de alimentos. En un principio, los funcionarios de salud pública de la ciudad de Nueva York intentaron simplemente restringirle el acceso a ese tipo de empleos en lugar de ponerla en cuarentena de forma permanente. Como seguía sin cumplir las normas, la Comisión de Salud ordenó que fuera puesta en cuarentena en una de las islas que rodean Manhattan. Allí permaneció hasta su muerte.
A pesar de parecer perfectamente sana, se estima que Mallon infectó a unas 50 personas antes de ser puesta en cuarentena en North Brother Island.  Los científicos calculan que entre el 1% y el 6% de las personas infectadas con Salmonella typhi se convierten en portadores crónicos y asintomáticos como Mary. 

### VIH
La infección por VIH tiene un largo período durante el cual la persona se encuentra asintomática. Aunque el huésped no presente síntomas, el virus puede transmitirse a otras personas. También es posible que la infección se vuelva sintomática después de este periodo de incubación. Tanto si el huésped presenta síntomas como si no, las infecciones oportunistas pueden aprovecharse del debilitamiento del sistema inmunitario y causar complicaciones adicionales.

### Virus de Epstein Barr
Muchos portadores están infectados con virus persistentes como el virus de Epstein-Barr (VEB), un miembro de la familia de los virus del herpes. Los estudios muestran que alrededor del 95% de los adultos tienen anticuerpos contra el VEB, lo que significa que fueron infectados con el virus en algún momento de su vida. 

### Clostridioides difficile
También se ha demostrado que Clostridioides difficile se transmite por portadores asintomáticos y plantea problemas importantes en entornos de atención domiciliaria. Los informes que indican que más del 50% de los pacientes de larga estancia presentan contaminación fecal a pesar de la ausencia de síntomas han llevado a muchos hospitales a ampliar el periodo de precauciones de contacto hasta el alta. 

### Cólera
En el caso del cólera, las estimaciones de la proporción de infecciones asintomáticas y sintomáticas han oscilado entre 3 y 100. 

### Clamidia
La clamidia, una ITS que afecta tanto a hombres como a mujeres, también puede ser asintomática en la mayooría de los individuos. Aunque la infección no presente síntomas evidentes, puede dañar el aparato reproductor. Si la infección pasa desapercibida durante mucho tiempo, las personas infectadas corren el riesgo de desarrollar una enfermedad inflamatoria pélvica (EIP). Al igual que la clamidia, la EPI también puede ser asintomática. 

### Poliomielitis
Un pequeño número de portadores asintomáticos de polio (denominados excretores crónicos) siguen produciendo virus activo durante años (o incluso décadas) tras su exposición inicial a la vacuna Sabin oral. Los portadores del virus atenuado propagan involuntariamente el virus atenuado, inoculando a otros, lo que les confiere inmunidad de contacto; sin embargo, algunos adultos con sistemas inmunitarios débiles han contraído polio paralítica por contacto con niños recientemente inmunizados. Los portadores de cepas virulentas propagan la poliomielitis, lo que dificulta su erradicación. 

### Tuberculosis
La tuberculosis (TB) es una enfermedad infecciosa causada generalmente por la bacteria Mycobacterium tuberculosis (MTB). La tuberculosis generalmente afecta a los pulmones, pero también puede afectar a otras partes del cuerpo.  La tuberculosis activa o sintomática se transmite de persona a persona por el aire a través de las esporas de la bacteria que se liberan al aire tras toser o estornudar. Algunas personas pueden estar infectadas por la micobacteria de la tuberculosis pero no presentar nunca síntomas. Estos casos, llamados tuberculosis latente, si bien no son contagiosos, son particularmente problemáticos desde una perspectiva de salud pública, ya que aproximadamente el 10% de los diagnosticados con tuberculosis latente desarrollarán un caso activo (y contagioso). 

### COVID-19
Un artículo de 2021 estimó que al menos el 50% de las infecciones por SARS-CoV-2 fueron el resultado de la exposición a portadores asintomáticos. 